# Yawunik kootenayi
Yawunik kootenayi — викопний вид членистоногих класу Megacheira. Мешкав він приблизно 508 млн років тому під час кембрійського періоду. Скам'янілі рештки виду були знайдені на території Британської Колумбії в Канаді в Національному парку Кутуней в одному з глибоких каньйонів.

## Назва
Рід Yawunik названий в честь головного божества місцевих корінних народів. Видовий епітет kootenayi шанує індіанців кутеней, які здавна проживали на цих землях.

## Опис
Довжина тіла сягала 15-17 см, тіло складалося з 12 сегментів, внизу кожного з яких були розташовані лопастеподібні кінцівки, що дозволяли з однаковим успіхом пересуватися по дну і плавати. Четверо очей забезпечували відмінний зір, що було одним з основних конкурентних переваг хижака.
Однак найбільший інтерес представляють собою передні кінцівки викопної істоти. Пара довгих і тонких трипалих кінцівок, ймовірно, виконувала досить широкий спектр завдань, що у сучасних членистоногих не зустрічається. Зокрема на нижніх «пальцях» розташовувалися гострі загнуті кігті, на верхніх парах — ряди дрібних гострих зубів, які призначалися для утримування і розривання здобичі. Крім цього на кінчику кожного з «пальців» розташовувалися особливі джгутики, які використовуються для уловлювання найменших вібрацій і орієнтації в просторі. І нарешті, обидві кінцівки використовувалися так би мовити за прямим призначенням, для вилову здобичі, переміщення будь-яких об'єктів тощо.